# Euphrasia chrysantha
Euphrasia chrysantha är en snyltrotsväxtart som beskrevs av Rodolfo Amando Philippi. Euphrasia chrysantha ingår i släktet ögontröster, och familjen snyltrotsväxter. Inga underarter finns listade i Catalogue of Life.